# Casola in Lunigiana
Casola in Lunigiana és un comune (municipi) de la província de Massa i Carrara, a la regió italiana de la Toscana, situat a uns 100 quilòmetres al nord-oest de Florència i a uns 20 quilòmetres al nord de Massa, a la Lunigiana. A 1 de gener de 2019 la seva població era de 1.006 habitants.

## Llocs d'interès
- Església de Santa Felicita. Coneguda des de finals del segle xiii, fou restaurada posteriorment en estil barroc.
- Pieve dels Sants Corneli i Ciprià, a Codiponte. Inclou una basílica amb una nau principal i dues naus laterals, que daten del segle xii.
- Pieve de San Pietro, a Offiano. D'origen romànic, transformada en estil barroc al segle xviii.
- Església de Santa Margherita, a Regnano.
- Església de Sant'Andrea (segle XV), a Ugliancaldo.